# L'Amiral flottant sur la rivière Whyn
Publié en 1931, L'Amiral flottant sur la rivière Whyn (The Floating Admiral, Londres, Hodder & Stoughton), aussi connu en français sous le titre L'Amiral flottant, est un roman policier écrit par les quatorze membres du Detection Club : Anthony Berkeley, G. D. H. Cole, Margaret Cole, G. K. Chesterton, Agatha Christie, Clemence Dane, Edgar Jepson, Milward Kennedy, Ronald Knox, John Rhode, Dorothy L. Sayers, Henry Wade, Victor Whitechurch, Freeman Wills Crofts.
Le texte est organisé en douze chapitres de manière que chacun des membres du Club en rédige un. G. K. Chesterton est l'auteur de la préface et Anthony Berkeley coordonne l'ensemble et en assure la publication en 1931.

## Éditions
Édition originale en anglais
- (en) Detection Club, The Floating Admiral, Londres, Hodder & Stoughton, 1931 — Édition britannique

Éditions françaises
- (fr) Detection Club (auteur) et Violette Delavigne (traducteur), L'Amiral flottant [« The Floating Admiral »], Paris, Gallimard, coll. « Le Scarabée d'or no 1 », 1936, 256 p. (BNF 32010725)
- (fr) Detection Club (auteur) et François Andrieux (traducteur) (trad. de l'anglais), L'Amiral flottant sur la rivière Whyn [« The Floating Admiral »], Clermont-Ferrand, Paleo, coll. « De l'autre coté no 4 », 2003, 269 p. (ISBN 2-84909-026-3, BNF 39117353)